# Vaal Reefs (mine)
Ne doit pas être confondu avec Vaal Reefs.
Vaal Reefs est une mine d'or située en Afrique du Sud. Avec près de 4 kilomètres de profondeur, ce fut la mine la plus profonde du monde, récemment détrônée par celle de Tau Tona, profonde de 3,9 kilomètres. Le site appartient à la société AngloGold Ashanti, troisième producteur mondial d'or, qui s'appelait avant 1999 Anglo American Corporation. En Afrique du Sud, Vaal Reefs fait partie des gisements traditionnels qui furent pénalisés au tout début des années 2000 par la baisse des cours de l'or.

## Tragédie de Vaal Reefs
Un accident minier survenu le 10 mai 1995 a entraîné la mort de 105 mineurs lorsqu'une locomotive est tombée dans une cage d'ascenseur au bord du niveau 56 (1 676 m sous la surface), atterrissant sur la cage et la faisant plonger de 460 m au fond de la cage (2 300 m sous la surface). Il s'agit de la pire catastrophe d'ascenseur de l'histoire.La flotte de locomotive de la mine avait atteint auparavant le nombre de 22 et a ensuite été réduite à 8,,
Cette tragédie a entraîné deux changements clés dans l'industrie minière. Premièrement, la mise en œuvre immédiate de la nouvelle loi sur la santé et la sécurité - en particulier les cinq droits fondamentaux - et deuxièmement, pour la toute première fois, les parties prenantes ont pris en charge les personnes à charge après la mort des soutiens de famille.
Les 104 victimes de la catastrophe ont laissé 431 personnes à charge (toutes entièrement dépendantes du défunt), qui sont désormais les bénéficiaires du Vaal Reefs Disaster Trust. Les personnes à charge des défunts sont dispersées en Afrique du Sud et dans les pays voisins. La majorité des veuves et des enfants vivent au Lesotho (219), puis en Afrique du Sud (114), au Mozambique (54), au Botswana (31) et en Eswatini.